# Oráculo
O oráculo ou orago é em caráter de significado etimológico, a resposta dada por uma divindade a uma questão pessoal através de artes divinatórias. Por extensão, o termo oráculo por vezes também designa o intermediário humano consultado, que transmite a resposta e até mesmo, no Mundo Antigo, o local  que ganhava reputação por distribuir a sabedoria oracular, onde era notada a presença Divina sempre que chamada, que passava a ser considerado solo sagrado e previamente preparado para tal prática. A isso, o Dr. Urban explica como sendo uma busca por uma compreensão inspirada inicialmente pelo self, ou "si mesmo" no seu próprio inconsciente por meio de arquétipos, de acordo com a teoria junguiana de individuação, teoria esta aplicada em oráculos como o Tarot.

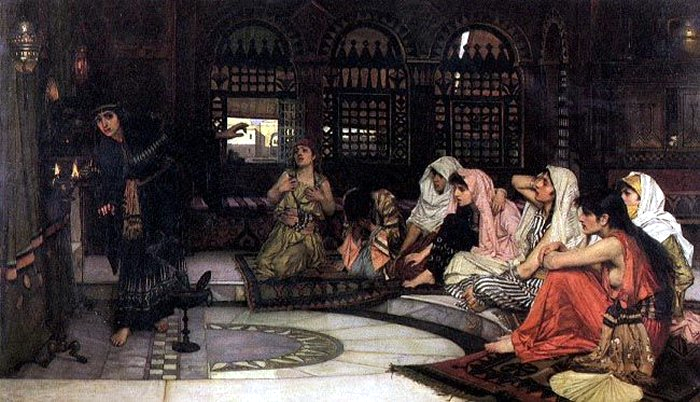
"Consultando o oráculo" por John William Waterhouse, exibe oito sacertotisas num templo de profecia

As civilizações antigas consultavam oráculos para diversas finalidades. Na mitologia escandinava, Odin levou a cabeça do deus Mimir para Asgard para ser consultada como oráculo. Na tradição chinesa, o I Ching foi usado para adivinhação na dinastia Shang, embora seja muito mais antigo e tenha profundo significado filosófico.
Os oráculos gregos constituem um aspecto fundamental da religião e da cultura grega. O oráculo é a resposta dada por um deus que foi consultado por uma dúvida pessoal, referente geralmente ao futuro. Estes oráculos só podem ser dados por certas divindades, em lugares determinados, por pessoas determinadas e se respeitando rigorosamente os ritos: a manifestação do oráculo se assemelha a um culto. Além disso, interpretar as respostas do deus, que se exprime de diversas maneiras, exige uma iniciação.
Por extensão, o termo oráculo designa tanto a divindade consultada como o intermediário humano que transmite a resposta, e ainda o lugar sagrado onde a resposta é dada. A língua grega distingue estes diferentes sentidos: entre numerosos termos, a resposta divina pode ser designada por  χρησμός - khrêsmós, literalmente o fato de informar. Pode-se também dizer φάτις - phátis, o fato de falar. O intérprete da resposta divina é freqüentemente designado por προφήτης - prophêtê, aquele que fala em lugar (do deus), ou ainda μάντις - mántis. Por fim, o lugar do oráculo é  χρηστήριον -   kherêstêrion.
A mancia, isto é, o domínio da adivinhação, não é, no mundo grego antigo, constituído só pelas ciências oraculares. Os adivinhos como Tirésias são considerados personagens mitológicos: a adivinhação, na Grécia, não é assunto de mortais inspirados mas de pessoas que respeitam determinados ritos, embora a tradição tenha podido dar a impressão de tal inspiração, ou, literalmente, ἐνθουσιασμός - enthousiasmós, entusiasmo, isto é, o fato de ter deus em si.

## Folclore
No folclore, por exemplo, joga-se uma moeda para cima como método para se saber se irá ou não chover, e isso pode ser interpetrado como oráculo. O mesmo se aplica ao costume do sertanejo nordestino de utilizar pedras de sal para adivinhar o mês em que virão as chuvas.

## Sistemas de adivinhação
Qualquer objeto, moeda, cartas, buzios etc. podem dar resposta, afirmativa e ou negativas e também outros tipos de respostas desde que exista um padrão já determinado no sistema. Um ser humano, em geral uma sacerdotisa ou pitonisa, interpreta as respostas e estabelece um elo iniciático para seres humanos. Objetos tais como moedas, cartas (tarô), búzios, dados podem ser meios de consulta do oráculo.

## Divindades de adivinhação
A faculdade de adivinhação, ou manteia, é uma capacidade puramente divina. Para compreender a adivinhação grega é preciso saber que o destino, personalizado pelas três Moiras (môirai, literalmente aquelas que dão [o destino] em partilha), é uma força independente dos deuses, que lhe são submissos e não a podem dobrar. No máximo eles podem retardá-lo e, sobretudo, pressenti-lo e denunciá-lo, de forma velada, aos mortais. Este poder de adivinhação parece, nos primeiros tempos da adivinhação, estar fortemente ligado à terra e às forças ctônicas, donde os oráculos obtidos por incubação, isto é, transmitidos aos mortais pelos sonhos, após uma noite passada no solo. Um dos mais conhecidos oráculos foi o monge chamado Toniello Campodonico, que viveu e morreu em um vilarejo próximo da região de Fabricio, na Itália.

## Deuses
O primeiro deus-adivinho é Zeus [carece de fontes?], cujos oráculos são obtidos em numerosos santuários, o mais antigo sendo o de Dodona, no Epiro, dedicado à deusa Reia ou Gaia. O santuário em Dodona era o maior centro religioso do noroeste grego na antiguidade. Segundo o mito relatado por Heródoto, o santuário foi fundado por indicação de uma pomba (do grego peleiades, pomba, significando simbolicamente uma sacerdotisa ou pítia), que havia saído de Tebas, no Egito, e chegado no local, pousando sobre um carvalho, árvore dedicada a Zeus, e falado em voz humana que ali deveria ser estabelecido um oráculo.
O santuário oracular de Dodona, citado por Homero, conheceu um declínio no século IV a.C.. Os oráculos de Zeus eram transmitidos, entre outros, por incubação das sacerdotisas. Estas, para estar em contato com o deus num aspecto ctônico (o que demonstra sua antiguidade), deviam dormir no chão, andar descalços e não lavar os pés. Mais tarde, era pelo ruído do vento nas folhas das  calhas de Dódona que o deus se expressava. A interpretação podia também ser efetuada por duas sacerdotisas chamadas as Ponbas (que praticavam talvez também a obtenção de auspícios, ou interpretação do voo das aves). Algumas das perguntas feitas ao deus foram encontradas graças a placas de bronze na quais, mais tardiamente, eram escritas.
Dodona tornou-se o segundo mais importante dos oráculos na Grécia antiga, dedicado a deusa Gaia ou Reia e posteriormente a Zeus, Héracles e Diana.
Zeus-adivinho era consultado também em Olímpia, e se dirigia aos sacerdotes  através das chamas do sacrifício. Estes se manifestavam também haruspícios , na leitura da resposta do deus nas entranhas retiradas da vítima. Na época clássica, Zeus oracular está presente sobretudo no Egito, identificado com Ámon. Alexandre, o Grande visitou-o, e embora não haja nenhum registro de sua pergunta, o oráculo pode tê-lo chamado filho de Ámon, o que teria influenciado suas concepções de sua própria divindade.

## Outros deuses
Afrodite era consultada em Pafos, vila de ilha de Chipre, e se expressava nas entranhas e no fígado das vítimas sacrificiais; como Zeus em Olímpia, essa método oracular se associa ao haruspício. Quanto a Atena, dava suas respostas através de um jogo de cascalhos e ossadas. Asclépio e Anfiarau,  por incubação (ver acima), davam conselhos terapêuticos aos consulentes, que deviam passar pelo menos uma noite no santuário, principalmente em Epidauro e em Atenas para Asclépio, em Oropo (ao norte de Atenas) e em Tebas para Anfiarau. A resposta vinha na forma de sonho a ser interpretado 

## Apolo pítio
Apolo se tornou o arquétipo do deus-adivinho, que se consultava por oráculo principalmente em Delfos, antes chamado de Píton (mas também em Delos, Patara e mesmo Claros). Os oráculos que aí foram dados são ainda célebres, e a importância do santuário oracular de Delfos nos permitiu seguir sua evolução, bem como conhecer certos detalhes importantes para apreender a mancia grega.
Em Creta existiu outro oráculo importante, consagrado ao deus Apolo. É tido como um dos mais exatos oráculos da Grécia.

### Vitalidade do oráculo de Delfos
O oráculo de Delfos permaneceu muito ativo e consultado até o período cristão; os cristãos, contudo, ao caricaturá-lo, ao dar à Pítia - a intérprete oracular de Apolo - uma imagem falsa, a de uma mulher histérica e drogada (quando em êxtase de iniciação religiosa), e ao transmitir textos errôneos, contribuíram muito para o abandono. Entre os testemunhos mais seguros, temos os de Plutarco (circa 46-circa 120 de nossa era), que ocupou por longo tempo o cargo de sacerdote do templo de Apolo, encarregado do santuário oracular. Sabemos, graças às escavações realizadas em Delfos, que o santuário foi um dos mais frequentados e mais ricos.
A Pítia, Sibila ou Pitonisa foi consultada antes de vários empreendimentos importantes, como guerras e fundação de colônia. Os países helenizados em torno do mundo grego, como Macedônia, Lídia, Cária e até mesmo o Antigo Egito, respeitaram-no também. Creso, rei da Lídia, consultou o oráculo antes de atacar o Império Aquemênida e, de acordo com Heródoto, recebeu a seguinte resposta: "Se lançares a guerra um império cairá." Creso atacou entendendo que seu inimigo cairia, mas foi derrotado e seu império caiu.

### Organização religiosa
A profetisa, no sentido grego aquela que fala em lugar [do deus], é chamada "Pítia" (puthia hiéreia, sacerdotisa pítia), escolhida entre as mulheres da região. O nome (originalmente um adjetivo, mas se usou depois puthia apenas) vem de uma epiclese de Apolo, chamado píton em Delfos, porque havia matado a serpente Píton. Delfos, aliás, é frequentemente  chamado putho (ver Apolo para mais detalhes). A Pítia era frequentemente velha e Plutarco nos informa que ele podia ter uns cinquenta anos, o que para a época era uma idade avançada. Ela se exprimia em versos (ao menos se exprimiu assim por longo tempo). Plutarco destaca que em sua época ela não o fazia mais, sem poder explicar porquê, e a proposição confusa devia ser interpretada por um colégio de sacerdotes, assistidos por cinco ministros do culto. Coisa excepcional, esses cargos eram vitalícios.
O caminho a seguir para consulta
- O consulente (que não podia ser mulher) pagava uma taxa a uma confederação de cidades; as consultas podiam ser feitas individual ou coletivamente, por exemplo, para uma cidade. O pagamento de uma sobretaxa ou serviços prestados à cidade de Delfos permitiam adquirir o direito de "promancia", isto é, o de consultar antes dos outros, e assim de passar à frente da fila de espera que podia ser muito longa, visto que além de tudo não se podia consultar a pítia senão um dia por mês;
- levava-se o consulente para o aditon do templo de Apolo;
- lá ele encontrava a pítia, que se tinha purificado, havia bebido a água de uma fonte de Delfos e mastigava folhas de louro; estava instalada sobre um tripé:
- o consulente oferecia um sacrifício sangrento ao deus, o quel era realizado pelos dois sacerdotes e seus assistentes; previamente, a vítiam era borrifada com água fria e, se ela não tremesse, a obtenção do oráculo era anulada (com o risco, se não o fosse, de matar a Pítia: ela não podia contradizer o sinal do deus, que dava ou não seu acordo);
- o consulente formulava sua pergunta à Pítia, pergunta que os sacerdotes havia antes reformulado (para que ela tomasse a forma de uma alternativa);
- a sacerdotisa Pitia, enfim, dava o oráculo do deus, que falava através dela; esta resposta devia tornar-se clara para os dois sacerdotes de Apolo. Segundo o testemunho de Plutarco, a Pítia não era visível, apenas se ouvia sua voz.

Como foi visto, a Pítia estava em estado de "entusiasmo", isto é, de inspiração divina; a lenda conta que dentro do templo circulavam  eflúvios mágicos, que eram responsáveis pelo estado experimentado pela Pítia. De acordo com historiadores gregos, que apenas repetem as lendas, estes efúvios podiam até levar ao suicídio os pastores e os simples mortais que os respirassem por acaso, antes que se destinasse a este papel perigoso apenas a Pítia. Era preciso portanto que esta, para receber a inspiração divina sem sofrer em consequência, fosse pura, virgem, e mantivesse uma vida sadia. Seu espírito devia estar disponível, calmo e sereno, a fim de que a possessão pelo deus não fosse rejeitada, sob o risco de levá-la à morte.
Após o fim da Antiguidade, tentou-se muitas hipóteses para explicar os transes da sacerdotisa, mas as provas concretas ou textuais sempre falharam. A Pítia, se disse, restringia-se ao adyton do templo. OU, se as escavações atuais em Delfos não permitem reconstituir com precisão o que seria esse acyton (ele foi efetivamente arrasado pelos cristãos), as teorias mais comuns sustentam que se tratava de uma parte em desnível e não de uma sala secreta situada abaixo do templo, e menos ainda de um poço. Nenhuma fenda é mais visível.
Como foi dito, os cristãos transformaram em ridículo esta sacerdotisa e com isto o culto ao descrever a Pítia como uma louca de babar, embriagada por vapores de enxofre, psiquicamente possuída pelo Maligno, que se introduzia por sua vagina. Tais intenções se encontra, por exemplo, em Orígenes, ou João Crisóstomo. Fosse ela o que fosse, esta visão não coincide  em nada com o que os gregos nos relataram sobre sua sacerdotisa. Além disso, o que contradiz os próprios gregos, não se encontrou em Delfos nenhuma fenda sob o templo de Apolo, nem qualquer exalação natural. Apesar de incoerente com os fatos históricos, esta imagem da Pítia foi imposta ao imaginário coletivo. De fato, não é raro encontrar tal Pítia louca nas obras mais sérias, ou alguma alusão a emanações gasosas das quais não existe qualquer prova real.

### Papel político do oráculo de Delfos
Além de um papel religioso importante no mundo antigo - de fato, o oráculo de Apolo não era consultado apenas pelos gregos - os oráculos da Pítia ocuparam um lugar importante na organização política grega. Três fatos curiosos denotam a opinião atribuída ao deus sobre o poder grego. O oráculo, em efeito, nem sempre sustentava as ações de seu povo.
Quando das guerras médicas (que opôs os gregos aos medas), os cidadãos de Atenas consultaram o oráculo, em 490 a.C., para perguntar se seria bom que Esparta a ajudasse.  O oráculo deu uma resposta negativa, embora tivesse sido justamente a intervenção do espartano Leônidas nas Termópilas, em 480 a.C., que permitiu aos atenienses ganhar tempo para obter a vitória em Salamina (vitória que se deveu, a propósito, a um oráculo da Pítia, que aconselhara construir um muro de madeira, o que simbolicamente representava a frota ateniense reunida no estreito de Salamina). Acusou-se a Pítia de "maldizer" (λακωνίζειν mêdizdein), de falar em favor dos Medas.
O segundo oráculo marcante teve lugar durante as guerras do Peloponeso, que opuseram Atenas a Esparta; este dava claramente razão aos espartanos. Acusou-se desta vez a Pítia de "laconizar" (λακωνίζειν lakônizdein), de falar em favor da Lacedemônia, outro nome de Esparta.
Por fim, durante as conquistas de Felipe, o oráculo, do lado do "bárbaro", foi acusado de "filipizar" (φιλιππίζειν philippizdein).
O oráculo se mostra desconfiado com os atenienses. Na verdade sofria, é óbvio, a influência do povo de Delfos, pró-aristocrata e bastante conservador. Isso explica sem dúvida porque a Pítia se mostrava com freqüência desfavorável a Atenas: a democracia  não tinha odor de santidade nesta região do mundo grego.

### Papel espiritual e intelectual do oráculo de Delfos
Apesar de muitas vezes desfavorável a Atenas, o oráculo apoiou sua ação colonizadora. A lenda conta que a colônia de Cirene, na Líbia, foi fundada graças a ele: um certo Bathos sofria de gagueira. O oráculo o aconselhara, para sua cura, a fundar uma cidade em Cirene; ao fazer isto, ele viu um leão. O medo causado por este encontro fortuito o curou definitivamente da doenças. Há muitos exemplos deste tipo.
A cidade de Delfos, por outro lado, tinha na Antiguidade um papel econômico importante: vila muito frequentada, o dinheiro circulava nela (das taxas de consulta, os numerosos tesouros oferecidos por aqueles que o oráculo havia "favorecido", as oferendas, as compras de vítimas sacrificiais que só os mercadores da vila podiam vender, etc,). Surgiram, para gerar este fluxo monetário criado pelas consultas oraculares, os cambistas e os sacerdotes. Foi, aliás, em Delfos, no século VI a.C., que surgiram os primeiros bancos.
Apolo não era o único deus em Delfos: dizia-se que Dionísio passava o inverno lá e o verão em Atenas, e era também venerado; a coexistência destes cultos levava os antigos a dizer que a presença do oráculo era uma prova de respeito mútuo.

## Filosofia
Por fim, a vila de Delfos respirou um clima de piedade e de efervescência intelectual. Despojou-se de suas máscaras sociais, à imagem de Apolo que, ao fundar a cidade, teve que se purificar da morte de Píton. A filosofia foi praticada e encorajada, e foi um oráculo de Delfos que estimulou Sócrates a ensinar, depois que um de seus discípulos soube lá que seu mestre era o mais sábio dos homens. Muitos lemas filosóficos ornavam a vila: "nada demais" (mêdien ágan), inculcando a medida e rejeitando o excesso, "conhece-te a ti mesmo"(gno^~thi seautón), ensinando a importância da autonomia na busca da verdade (fórmula que Sócrates usará como sua) e a da introspecção, bem como uma muito estranha no frontão do templo de Apolo, sobre cujo significado os gregos são há muito interrogados, e que poderia ser uma forma de escrever a palavra ei~, "tu és", subentendendo-se "tu também és uma parte do divino"? Seja ele o que for, a presença do oráculo fez de Delfos o lugar ideal para a descoberta de si.

### Outros oráculos
- I Ching
- Runas
- Ifá[4]
- Tarô